# Región Afar
La región Afar (en afar: Qafár Rakaakayih Doolata) es una de las 10 regiones étnicas (kililoch) en que está dividida Etiopía conocida también por Afaria, es la patria del pueblo afar. Con anterioridad a 1995 era conocido como región 2. 

## Características generales
Está poblado por la etnia afar (conocida durante mucho tiempo por los europeos con el nombre de "danaquil" o "dancalí"), que habita también en Yibuti y Eritrea y de la que toma el nombre.

## Geografía
El accidente geográfico que determina el territorio afar, es la depresión de Afar ubicada en la unión de tres placas tectónicas. Esta característica geológica la hace una de las zonas volcánicas más activas de la tierra. Debido a esta actividad volcánica, el suelo de la depresión se compone de lava, sobre todo de basalto. 
A consecuencia de dicha actividad volcánica, en el territorio afar se encuentran yacimientos de potasio, azufre, sal, bentonita y yeso. Además de estos minerales, también hay fuentes de energía geotérmica y aguas termales en las diferentes áreas de la región, los cuales no han sido explotados. La mayor parte de los recursos minerales de la región se encuentran en los woredas Dalul, Brhale y Afdera de la Zona Administrativa 2. 

### Vida silvestre
Afar es el hogar de una abundante vida silvestre, en la que destaca el asno salvaje de Abisinia, cebra de Grevy, zorro etíope, gato montés, chita y avestruz de cuello rojo. Estos animales silvestres se encuentran preferentemente en los parques nacionales de la región.

### Atracciones naturales
Si bien el desarrollo turístico de la región es aún pobre y cuenta con escasa infraestructura, posee grandes atracciones naturales tales como:
- Depresión de Afar
- Erta Ale, volcán con una lago de lava activo.
- Parque nacional Awash
- Parque nacional Yangudi Rassa
- Los sitios arqueológicos de Hadar y Aramis

## Demografía

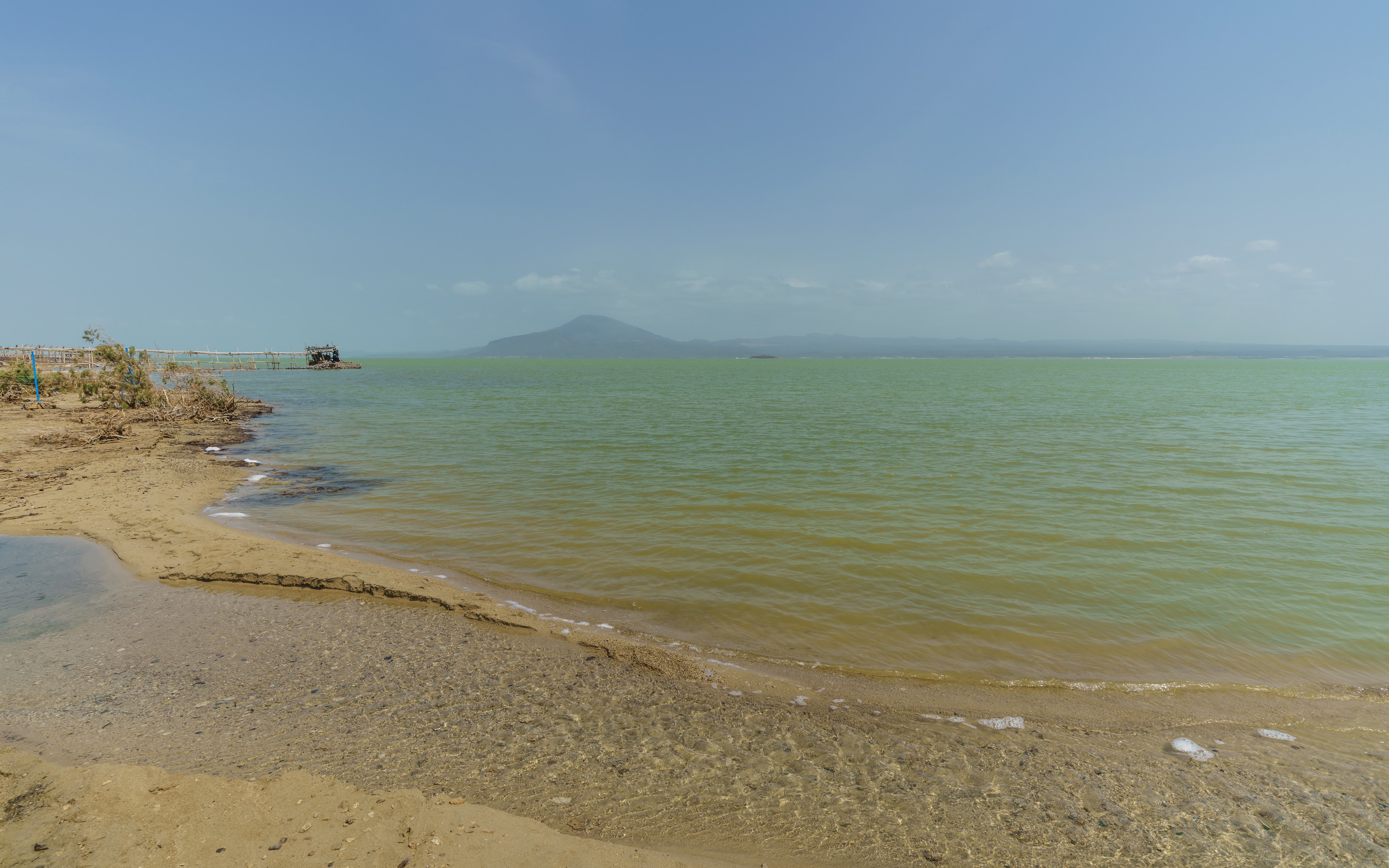
Lago Afdera

Sobre la base del censo de 2007 realizado por la Agencia Central de Estadística de Etiopía (CSA), la región de Afar tiene una población total de 1 411 092, compuesto por 786 338 hombres y 624 754 mujeres. Su población es esencialmente rural, ya que tan solo 188.723 personas (el 13,4% de la población) habitan en ciudades.
Con un área estimada de 96 707 km², esta región tiene una densidad estimada de 14,59 habitantes por kilómetro cuadrado. En toda la región fueron contabilizadas 247.284, lo que da un promedio de 5,7 personas a un hogar. Los hogares urbanos tienen en promedio de 3,9 y los hogares rurales 6,1 personas por casa. El 95,3% de la población es musulmana, el 3,9% cristianos ortodoxos etíopes, el 0,7% cristianos de diversos grupos protestantes y el 0,1% cristianos católicos.
Los grupos étnicos presentes en el territorio afar son: 

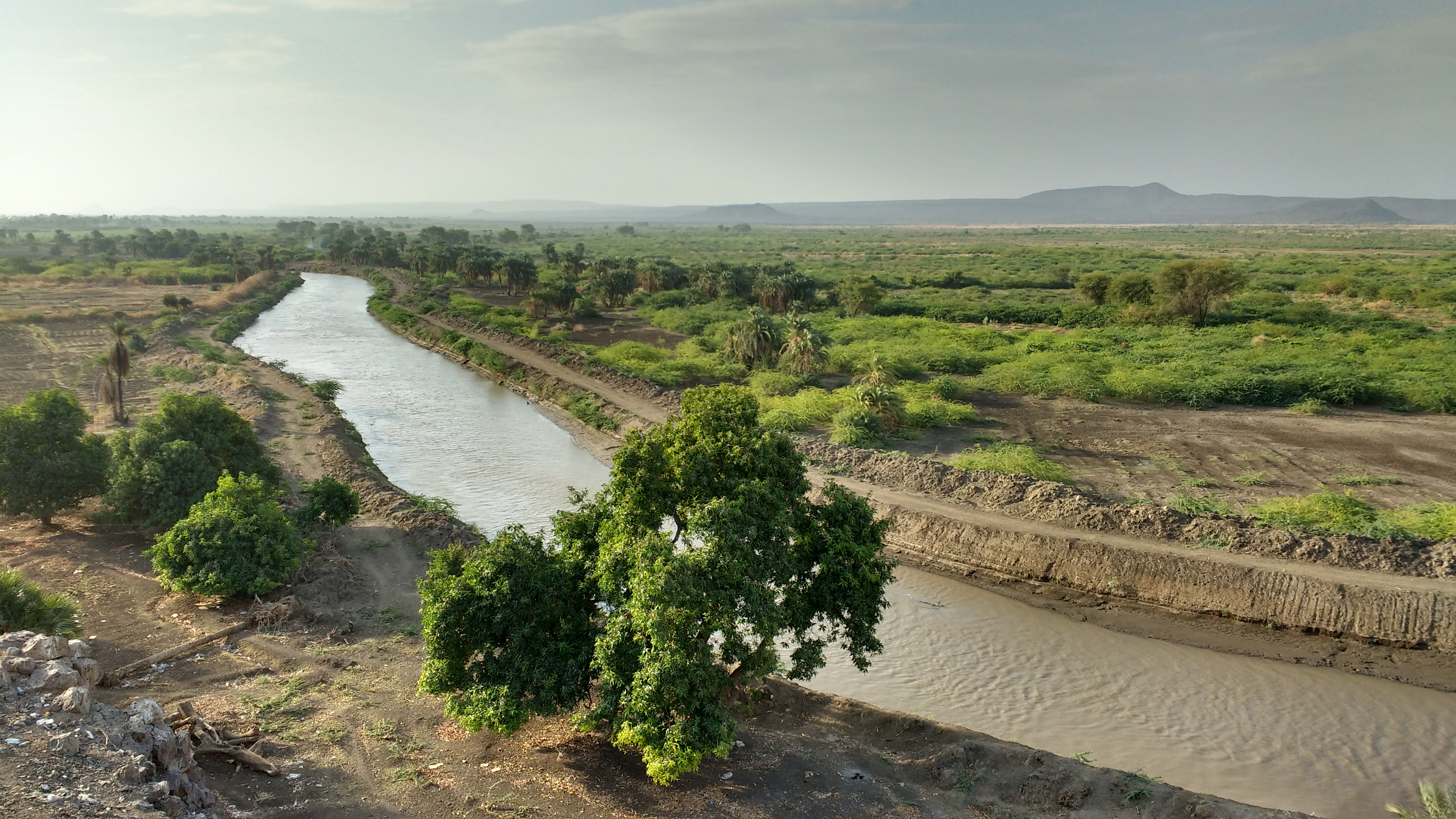
Río Awash

- Afar: 90,03%
- Amhara: 5,22%
- Argoba: 1,55%
- Tigray: 1,15%
- Oromo: 0,61%
- Welayta: 0,59%
- Hadiya: 0,18%

## Bandera
La bandera de Afaria recoge los colores nacionales afar, azul, blanco y verde, con el emblema regional en el centro.

## División Administrativa
La Región de Afar se encuentra organizada en 5 zonas administrativas, denominadas numéricamente, más un woreda especial. En total la región cuenta con 29 woredas, pues cada una de las zonas administrativas se subdivide a su vez en woreda, o distritos.
- Zona Administrativa 1: Afambo, Asayita, Chifra, Dubti, Elidar, Kori, Mille
- Zona Administrativa 2: Abala, Afdera, Berhale, Dallol, Erebti, Koneba, Megale
- Zona Administrativa 3: Amibara, Awash Fentale, Bure Mudaytu, Dulecha, Gewane
- Zona Administrativa 4: Aura, Ewa, Gulina, Teru, Yalo
- Zona Administrativa 5: Artuma, Dalifage, Dewe, Fursi, Hadele, Ele, Simurobi, Telalak

- Woreda especial de Argoba

## Movimientos políticos de Afaria

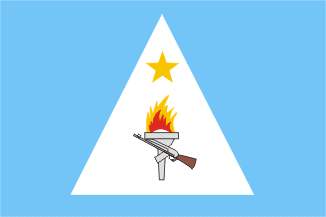
Bandera del ARDUF.

Están representados en el estado los partidos Organización Democrática del Pueblo Afar, Frente de Liberación Afar, Frente de Liberación Nacional de Afar y el Movimiento Democrático del Pueblo Argoba.
Durante el gobierno de Hailé Mariam Menghistu, este le entregó armas a los afar para que combatieran a los tigray. El grupo afar que recibió las armas se convirtió en el Uguguma, cuya acción más espectacular fue un ataque a los issa de Etiopía en represalia por la actuación contra los afar del gobierno de Yibuti, de mayoría issa, en mayo de 1987.
En 1991 el Uguguma se convirtió en el Frente Revolucionario Democrático Unido Afar (FRDUA) y en el FRUD (Front pour la restauration de l'unité et la démocratie) (Frente para la Restauración de la Unidad y la Democracia) en Yibuti. El Frente Democrático Revolucionario de Afar se opuso a la independencia de Eritrea, propugnando la creación de un estado afar con los territorios de dicha etnia en Eritrea y Etiopía. El propio sultán de los afar, Ali Mirah, rechazó públicamente la división de los afar entre dos países. En 1996 las fuerzas etíopes efectuaron una limpieza militar (con uso de helicópteros) de la zona controlada por la organización en Etiopía y desde entonces el FRDUA apenas es mencionado si bien sigue existiendo.